# SN 2010ka
SN 2010ka – supernowa typu Ia odkryta 7 listopada 2010 roku w galaktyce A032601-0049. W momencie odkrycia miała maksymalną jasność 19,40m.